# Miranda Feria
Miranda Feria ist ein von der Bootswerft Prechtl am Bodensee entwickelter Yacht-Typ. Die Entwicklung erfolgte um 1969 und die Fertigung von 1970 bis 1971. Im Jahr 1972 meldete die Bootswerft Prechtl Insolvenz an, die Bodan-Werft erwarb die Fertigungsrechte des Yacht-Typs und baute das Boot bis 1977. Die Miranda wurde in den Varianten Langkiel (Miranda Sport) und Kielschwert (Miranda Feria) hergestellt. Ein Merkmal der Miranda Feria ist die einfache Trailerbarkeit aufgrund der Kielschwert-Konstruktion. Der Decksaufbau konnte in Kunststoff oder Holz bestellt werden, wobei der Großteil der ausgelieferten Yachten in Holz (Mahagoni und Teak) ausgeführt wurde.
Am Bodensee hat dieser Yacht-Typ Regatten-Tradition und weist eine Yardstickzahl von 108 auf.
Sie hat eine Rumpflänge von 8 m / Länge über alles 8,2 m. Das Rumpfmaterial besteht aus GfK. Die Breite beträgt 2,5 m, der Tiefgang 0,8–1,45 m, das Gewicht 1,8 t, die Segelfläche 36 m² und der Spinnaker hat 50 m².